# Dieter Müller (jugador de billar)
|  | Aquest article tracta sobre el jugador de billar. Si cerqueu el futbolista, vegeu «Dieter Müller». |

Dieter Müller   (Berlín, 2 de febrer de 1943) fou un jugador alemany de billar campió del món en diverses ocasions.

## Palmarès
Font:
- Campionat del Món de billar pentatló  1977, 1978
- Campionat del Món de billar de carambola quadre 71/2  1977, 1978
- Campionat d'Europa de billar pentatló  1980
- Campionat d'Europa de billar pentatló de nacions:  1985  1971, 1975, 1979, 1981, 1990, 1992  1967
- Campionat d'Europa de billar de carambola quadre 47/1  1969, 1970, 1975
- Campionat d'Europa de billar de carambola quadre 47/2  1970
- Campionat d'Europa de billar de carambola quadre 71/2  1977, 1978
- Campió d'Europa de pentatló per equips:  1984
- Campionat alemany de pentatló: 1976, 1977, 1979
- Campionat alemany de quadre 47/1: 1970, 1974, 1975, 1977
- Campionat alemany de quadre 47/2: 1968, 1973
- Campionat alemany de quadre 71/2: 1967, 1968, 1971, 1973, 1976, 1977, 1978, 1979, 1980
- Campionat alemany de una banda: 1972, 1976, 1977, 1980, 1981
- Campionat alemany de tres bandes: 1974, 1975, 1976, 1978, 1980, 1982, 1984, 1985